# Caitlin Carver
Caitlin Carver (31 maart 1992, Monrovia (Alabama)) is een Amerikaans actrice. 

## Biografie
Carver werd geboren in Monrovia, een dorp in Madison County (Alabama). Zij doorliep de high school aan de Sparkman High School in Harvest (Alabama), waar zij in 2010 haar diploma haalde. Zij groeide op met als hobby's dansen, gymnastiek en met spelen van basketbal en honkbal. Tijdens haar high school begon zij met het spelen in het theater, en voor haar acteercarrière was zij professioneel danseres. Zij speelde voor diverse artiesten, zoals Beyoncé, Ne-Yo en Pitbull.
Carver begon in 2012 met acteren als jeugdactrice in de televisieserie So Random!, waarna zij nog meerdere rollen speelde in televisieseries en films. 

## Filmografie

### Films
Uitgezonderd korte films.
- 2022 Diamond in the Rough - als Skyler Harrison
- 2018 The Matchmaker's Playbook - als Blake
- 2017 I, Tonya - als Nancy Kerrigan
- 2017 The Rachels - als Rachel Richards
- 2016 Rules Don't Apply - als Marla Lookalike
- 2015 From the Top - als Clarissa McMillan
- 2015 Paper Towns - als Becca
- 2015 Impact Earth - als Julia Waters

### Televisieseries
Uitgezonderd eenmalige gastrollen.
- 2022 Chicago Fire - als Emma Jacobs - 6 afl.
- 2017-2021 Dear White People - als Muffy Tuttle - 16 afl.
- 2014-2016 The Fosters - als Hayley Heinz - 13 afl.
- 2013-2014 Hit the Floor - als Mason - 11 afl.
- 2013-2014 Nashville - als danseres van Juliette - 3 afl.